# Дементьево (Смоленская область)
Дементьево — деревня в Починковском районе Смоленской области России. Входит в состав Лосненского сельского поселения. Население — 3 жителя (2007 год). 
Расположена в центральной части области в 13 км к северо-западу от Починка, в 6 км восточнее автодороги А141 Орёл — Витебск, на берегу реки Россажа. В 3 км юго-восточнее деревни расположена железнодорожная станция Пересна на линии Смоленск — Рославль. 

## История
В годы Великой Отечественной войны деревня была оккупирована гитлеровскими войсками в июле 1941 года, освобождена в сентябре 1943 года.